# 西寶突吻鱈
西寶突吻鱈，為輻鰭魚綱鱈形目鼠尾鱈科的其中一種，分布於中西太平洋弗洛勒斯海海域，屬深海底棲性魚類，深度可達694公尺，棲息在底層水域，生活習性不明。

## 扩展阅读
維基物種上的相關：西寶突吻鱈